# Conselho Nacional de Comando Revolucionário
Conselho Nacional de Comando Revolucionário, o mais alto órgão do poder do Estado no Sudão de 1969 a 1971, foi destinado a governar o país após o golpe militar de 25 de maio de 1969. Foi dissolvido em 12 de outubro de 1971 após um referendo em que o presidente do Conselho, General Gaafar Nimeiry foi eleito presidente do Sudão.

## Membros (em 1970)

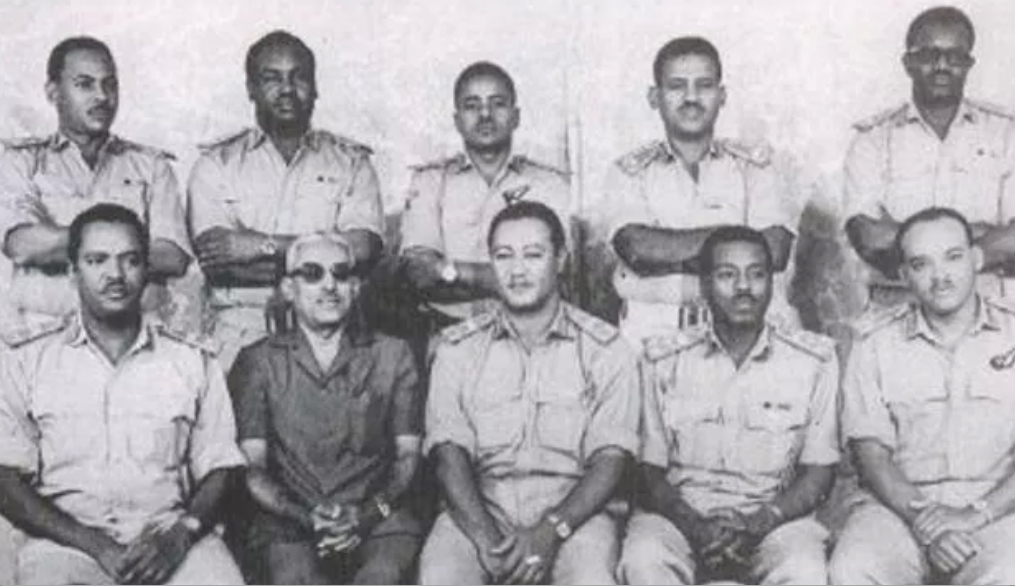
O Conselho Nacional de Comando Revolucionário.

Inicialmente Babiker Awadalla, um advogado, serviu como primeiro-ministro, mas foi então movido pelo Major-General Gaafar Nimeiry para se tornar vice-presidente do conselho em 26 de novembro de 1969.
Os demais membros eram os seguintes:
- Farouk Hamadallah (expurgado em 1970)
- Khalid Hassan Abbas
- Mamoun Awad
- Abul Kassem Hashem
- Muhammad Ahmed Abd al-Qadir
- Abu el-Qassim Mohamad Ibrahim
- Abu Bakr al-Nur (expurgado em 1970)
- Hashem al Atta (expurgado em 1970)